# Kathy Kirby
Kathy Kirby (Ilford, 20 ottobre 1938 – Londra, 19 maggio 2011) è stata una cantante britannica, nota tra l'altro per la sua somiglianza fisica con Marilyn Monroe.
Il suo vero nome era Kathleen O'Rourke.

## Biografia
Kathy Kirby nacque nell'Essex da genitori irlandesi. Manifestò interesse per la musica già da piccola, appassionandosi inizialmente alla lirica. Nel 1956 conobbe Bert Ambrose, destinato a diventare suo mentore, manager e compagno fino al 1971, quando morì improvvisamente d'infarto. Kathy Kirby conseguì i suoi più grandi successi nei primi anni sessanta; raggiunse l'apice della popolarità all'Eurovision Song Contest 1965, dove rappresentò la Gran Bretagna con I Belong, canzone che giunse seconda e scalò poi le classifiche dei singoli in molti Paesi (la cantante ne incise anche una versione in italiano intitolata Tu sei con me). Dotata di indubbie qualità vocali, la Kirby diventò anche un sex-symbol per la sua notevole somiglianza con Marilyn Monroe, venendo soprannominata "bomba bionda".
Dopo la scomparsa di Bert Ambrose, Kathy Kirby ebbe una vita sentimentale particolarmente instabile, tra un matrimonio lampo, una relazione lesbica con una fan che fu poi condannata per alcuni reati contro il patrimonio, e due brevi fidanzamenti, mentre la sua carriera era ormai in pieno declino. Continuò a esibirsi fino al 1983, quando tenne un ultimo concerto a Blackpool prima di ritirarsi dalle scene.
In seguito le venne diagnosticata la schizofrenia, e da allora visse estremamente ritirata. L'avvento di Internet la spinse a uscire almeno virtualmente dal volontario isolamento, con la creazione del proprio sito ufficiale per poter comunicare con i fans. Negli ultimi anni concesse un paio di interviste, autorizzando anche la pubblicazione di alcune sue foto. Morì nel maggio 2011 per una crisi cardiaca.

## Discografia

### Album
- 1963 - Sixteen Hits from Stars & Garters
- 1966 - Make Someone Happy
- 1968 - My Thanks to You

### EP
- 1965 - A Song for Europe

### Singoli
- 1960 - Love Can Be
- 1961 - Danny
- 1962 - Big Man
- 1963 - Dance On
- 1963 - Secret Love
- 1964 - Let Me Go, Lover"
- 1964 - You're the One
- 1964 - Don't Walk Away
- 1965 - I Belong
- 1965 - The Way of Love
- 1965 - Where in the World
- 1966 - The Adam Adamant Theme
- 1966 - Spanish Flea
- 1967 - Turn Around
- 1967 - No One's Gonna Hurt You Anymore
- 1967 - In All the World
- 1968 - Come Back Here with My Heart (Con due occhi così)
- 1968 - I Almost Called Your Name
- 1969 - I'll Catch the Sun
- 1969 - Is That All There Is?
- 1970 - Wheel of Fortune
- 1970 - My Way
- 1971 - Bill
- 1971 - Can't Help Lovin' That Man
- 1971 - So Here I Go
- 1972 - Do You Really Have a Heart
- 1973 - Singer with the Band
- 1973 - Little Song for You
- 1976 - My Prayer
- 1981 - He
- 1982 - Secret Love